# Daniel (metropolita Moskwy)
Daniel (ur. ok. 1492, zm. 22 maja 1547 w monasterze św. Józefa Wołokołamskiego) – metropolita moskiewski w latach 1522–1539.

## Życiorys

### Życie mnisze
Według Zapisu o początkach monasteru Wołokołamskiego i Żywota świętego mnicha Józefa Wołockiego pochodził z Riazania. Według Jewgienija Gołubinskiego brak rodowego nazwiska w źródłach dotyczących Daniela wskazuje na jego niskie pochodzenie. Być może Daniel był spokrewniony z biskupami riazańskimi Symeonem i Leonidem, co sugerowałby zapis w synodyku monasteru św. Józefa Wołokołamskiego. Przyszły hierarcha rozpoczął życie mnisze w tym klasztorze nie później niż w roku 1514.
Według Żywota świętego mnicha Józefa Wołockiego, spisanego w 1546, Daniel został wskazany na przełożonego monasteru św. Józefa Wołokołamskiego jeszcze przed śmiercią założyciela wspólnoty, był bowiem ceniony przez mnichów jako starzec prowadzący ascetyczny i modlitewny tryb życia. Wybór Daniela pobłogosławił Józef Wołocki, a następnie potwierdził metropolita moskiewski Warłaam. Najprawdopodobniej jednak dalsze stosunki między Danielem i Józefem pogorszyły się. W liście do wielkiego księcia Wasyla III napisanym krótko przed śmiercią Józef nie wymienił Daniela wśród dziesięciu możliwych następców na urzędzie ihumena monasteru. Mimo to po śmierci Józefa Daniel został mianowany ihumenem, o czym najpewniej zdecydował sam Wasyl III. Daniel cieszył się znaczącym wsparciem ze strony wielkiego księcia, co potwierdzają jego hojne dary na rzecz monasteru. Jako przełożony monasteru św. Józefa Wołokołamskiego Daniel nie cieszył się popularnością wśród mnichów i popadł w konflikt ze wspólnotą z powodu swojej surowości i ścisłego zachowywania wspólnotowej reguły, w tym zakazu posiadania jakichkolwiek przedmiotów osobistych, w tym ikon i ksiąg.

### Metropolita moskiewski
W 1521 metropolita moskiewski Warłaam został zmuszony do odejścia z katedry i zesłany do monasteru Przemienienia Pańskiego na Wyspie Kamiennej. Na jego miejsce Wasyl III wskazał ihumena Daniela.
Daniel wyraźnie angażował się w bieżące sprawy państwowe, pośrednicząc w sporach między panującym a rodami książęcymi. W 1525 wyraził również zgodę na rozwód Wasyla III z Salomonidą Saburową, uznaną za bezpłodną; wielką księżną następnie pod przymusem postrzyżono na mniszkę w monasterze Narodzenia Matki Bożej w Moskwie. W roku następnym Daniel prowadził ceremonię ślubną Wasyla III i Heleny Glińskiej.
W 1533 metropolita Daniel przyjął od śmiertelnie chorego Wasyla III śluby mnisze wielkiej schimy, nadając mu imię zakonne Warłaam. 4 grudnia tego samego roku poprowadził jego pogrzeb w soborze św. Michała Archanioła na Kremlu moskiewskim, po czym odebrał od bojarów przysięgę na wierność małoletniemu władcy, Iwanowi IV. Według niektórych historyków (Gołubinski, Żmakin, metropolita Makary), Wasyl III życzył sobie, by to Daniel zarządzał państwem do momentu pełnoletniości Iwana IV, ostatecznie jednak regentką została jego matka Helena. Metropolita zachował lojalność wobec władz świeckich.
W okresie sprawowania przez niego urzędu metropolity dwukrotnie odbyły się sobory lokalne rosyjskiego Kościoła prawosławnego, zorganizowane w 1525 i 1531. Dokumenty obydwu nie zachowały się, a ich postanowienia znane są jedynie ze źródeł wtórnych, co niejednokrotnie utrudnia stwierdzenie, które decyzje zostały podjęte w 1525, a które sześć lat później. Na obydwu soborach potępiono działalność Maksyma Greka i jego zwolenników. W 1531 potępiono również Wassiana (Patrikiejewa).
Jako metropolita moskiewski Daniel przeprowadził dwie kanonizacje: świętych mnichów Makarego Kalazińskiego (w 1523) oraz Pafnucego Borowskiego (w 1531). Opiekował się monasterami, w tym szczególnie monasterem św. Józefa Wołokołamskiego, przekazywał dary pieniężne na otwieranie nowych wspólnot i rozbudowę już istniejących kompleksów klasztornych.
Po śmierci Heleny Glińskiej w 1538, w obliczu zaostrzającej się rywalizacji bojarów o wpływy na małoletniego wielkiego księcia, sytuacja Daniela stała się trudna. Rok później stronnictwo bojarskie na czele z Iwanem Szujskim doprowadziło do zrzeczenia się przez metropolitę urzędu i do jego faktycznego uwięzienia w monasterze św. Józefa Wołokołamskiego. W klasztorze biskup przebywał do końca życia i tam został pochowany.

## Autor tekstów teologicznych
Daniel najprawdopodobniej uzyskał w monasterze św. Józefa Wołokołamskiego solidne wykształcenie, oparte na lekturze przechowywanych w klasztorze ksiąg. O metropolicie jako o wyjątkowym erudycie pisali współcześni, w tym Maksym Grek. Hierarcha jest autorem szeregu listów pasterskich, pouczeń, homilii, które były doskonale znane i często cytowane w rosyjskiej literaturze teologicznej do XVIII wieku, zarówno w rosyjskim Kościele prawosławnym, jak i w środowisku staroobrzędowym.
Daniel był również inicjatorem spisania latopisu nikonowskiego i redaktorem przekładu Dialektyki Jana Damasceńskiego na język cerkiewnosłowiański.